# Pěnice vlašská
Pěnice vlašská (Sylvia nisoria) je středně velký druh pěvce z čeledi pěnicovitých (Sylviidae).

## Popis
Mezi pěnicemi patří k velkým druhům, délka těla je 15,5–17 cm. Samec je svrchu šedý, s bílými lemy krovek a ramenních letek a bílými skvrnami na konci ocasu, zespodu je hustě tmavošedě vlnkovaný. Duhovka je jasně žlutá. Samice a mladí ptáci jsou podobní, jen s méně výraznou duhovkou a nezřetelným vlnkováním spodiny.

## Hlas
Vábení je ostré „čerrr“, které často, zvláště při rozčilení vkládá do zpěvu. Ten je podobný pěnici slavíkové, liší se však menším rozpětím tónů, nižším počtem motivů, kratšími strofami a drsnějším charakterem.

## Rozšíření
Hnízdní areál zahrnuje hlavně východní polovinu Evropy a západní a střední Asii. Tažná, se zimovišti v tropické Africe. Hnízdí v otevřené krajině s vysokými keři a roztroušenými stromy.

## Výskyt v Česku
V České republice hnízdí především v nížinách a pahorkatinách středních a východních Čech, Podkrušnohoří, Českého středohoří, Plzeňska, střední a jižní Moravy, podhůří Beskyd (Valašsko), Jesenicku a Vidnavsku; v posledních letech také v jižních Čechách. Celková početnost je odhadována na 3000–6000 párů (2001–2003). Zvláště chráněná jako silně ohrožený druh.

## Potrava
Převážně hmyzožravá. Živí se i jinými bezobratlými, například pavouky a měkkýši. Na podzim se živí i bobulemi.

## Hnízdění

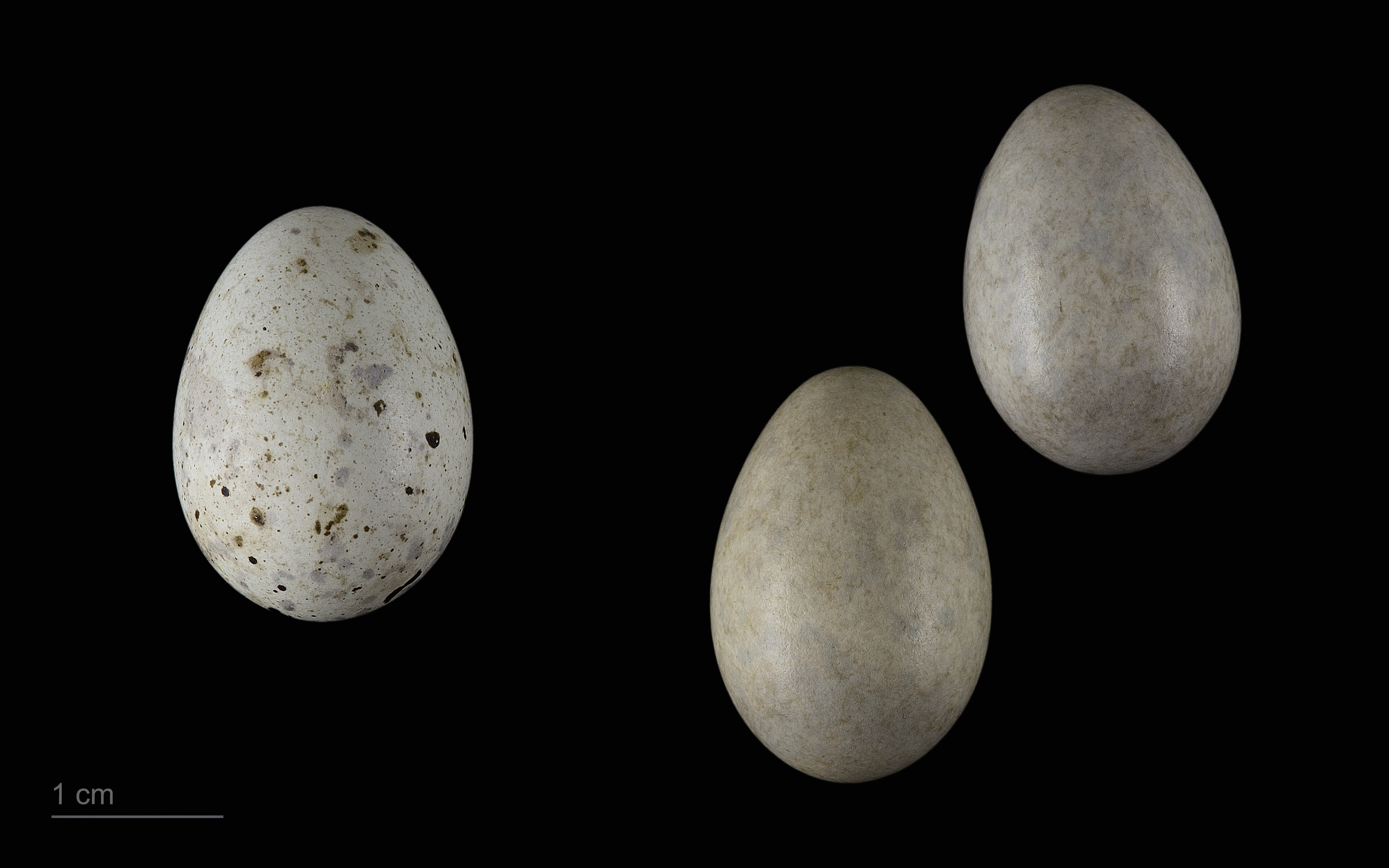
Cuculus canorus canorus + Sylvia nisoria

Hnízdo je ve větvích hustých, nejčastěji trnitých keřů, v jedné snůšce bývá 5 (3–6) vajec o velikosti 20,6 × 15,5 mm. Inkubační doba trvá 11–13 dnů, mláďata hnízdo opouští po dalších 11–12 dnech. Na inkubaci vajec i krmení mláďat se podílejí buď oba ptáci (u monogamních párů), nebo samotná samice (pokud samec hnízdí s více než jednou samicí).